# Walter Schmidt (Eisenbahner)
Walter Schmidt (* 1. Juni 1892 in Chemnitz; † 26. Dezember 1948 im Speziallager Nr. 2 Buchenwald) war ein deutscher Beamter in der Reichsbahnverwaltung und zuletzt Präsident der Reichsbahndirektion Dresden.

## Leben
Schmidt war ein Sohn des Fabrikbesitzers Max Heinrich Schmidt. Er bestand Ostern 1911 in Chemnitz die Reifeprüfung und studierte Jura in Tübingen und Leipzig. In Tübingen war er Mitglied des Corps Rhenania sowie Gründer des Tübinger Waffenrings. Nach dem Referendarexamen 1914 trat er als Kriegsfreiwilliger in die Armee ein. 1918 schied er als Leutnant der Reserve aus dem aktiven Militärdienst aus. Noch zuvor wurde er 1918 zum Dr. jur. promoviert. 1921 wurde er Gerichtsassessor, trat aber wenig später zur Reichsbahnverwaltung über. Schmidt wurde 1924 Regierungsrat, ab 1925 im Reichsverkehrsministerium in Berlin. 1927 wurde er Oberregierungsrat, 1929 Leiter des Verkehrs- und Beförderungsdezernats bei der Reichsbahndirektion Oppeln, dann Leiter des Gütertarifdezernats in Breslau. Ab 1935 war er Direktor bei der Reichsbahn in Essen. 1936 wurde er Präsident der Reichsbahndirektion Dresden. Beim Einmarsch der Roten Armee 1945 verhaftet, war Schmidt zuletzt in Buchenwald interniert, wo er 1948 starb.

## Schriften
- Walter Schmidt: Leitgedanken der Eisenbahngütertarifpolitik, mit Ausblicken Auf d. Tarifpolitik d. Reichsbahn im sächs. Wirtschaftsgebiete. In: Schriften des Instituts für Verkehrswissenschaft an der Universität Leipzig; H. 1. Meiner, Leipzig 1938.